# Campeonato Mundial Femenino de fútbol sala 2013
El Campeonato Mundial Femenino de fútbol sala de 2013 se disputó en España entre el 13 y el 20 de diciembre, fue la cuarta edición de este torneo celebrado bajo las reglas FIFA de fútbol sala, pero sin organización de la FIFA.
Fue programada para celebrarse en San Cristóbal (Venezuela). Sin embargo, debido a los problemas logísticos, la FIFA decidió trasladar el torneo hacía Alcázar de San Juan y Ciudad Real (España).

## Equipos participantes
| Brasil     | Irán    | Portugal |
| Costa Rica | Japón   | Rusia    |
| España     | Malasia | Ucrania  |

## Fase de grupos

### Grupo A
| Equipo     | Pts | PJ | PG | PE | PP | GF | GC | Dif |
| ---------- | --- | -- | -- | -- | -- | -- | -- | --- |
| España     | 9   | 3  | 3  | 0  | 0  | 12 | 6  | 6   |
| Portugal   | 6   | 3  | 2  | 0  | 1  | 13 | 5  | 8   |
| Japón      | 3   | 3  | 1  | 0  | 2  | 2  | 9  | -7  |
| Costa Rica | 0   | 3  | 0  | 0  | 3  | 4  | 11 | -7  |

| 14 de diciembre de 2013 | Portugal                                              | 4:0 (2:0) | Costa Rica | Antonio Díaz Miguel, Alcázar de San Juan                               |                                                                        |
|                         | Melissa 4' · Ines Fernandes 7' · Rita Martins 33' 36' | Reporte   |            | Asistencia: 800 espectadores Árbitro(s): Irina Velikanova Hora Hennady | Asistencia: 800 espectadores Árbitro(s): Irina Velikanova Hora Hennady |

| 14 de diciembre de 2013 | España                      | 2:0 (1:0) | Japón | Antonio Díaz Miguel, Alcázar de San Juan                             |                                                                      |
|                         | Peque 18' · Anita Luján 32' | Reporte   |       | Asistencia: 1.500 espectadores Árbitro(s): Nuno Bogalho Héctor Mesen | Asistencia: 1.500 espectadores Árbitro(s): Nuno Bogalho Héctor Mesen |

| 15 de diciembre de 2013 | Portugal                                                                            | 6:0 (4:0) | Japón | Antonio Díaz Miguel, Alcázar de San Juan                                    |                                                                             |
|                         | Aoyama Minae 7' · Ana Azevedo 17' 23' · Carla Vanessa 20' · Melissa Antunes 20' 31' | Reporte   |       | Asistencia: 1.000 espectadores Árbitro(s): Raquel González Irina Velikanova | Asistencia: 1.000 espectadores Árbitro(s): Raquel González Irina Velikanova |

| 15 de diciembre de 2013 | España                                    | 5:3 (4:1) | Costa Rica                             | Antonio Díaz Miguel, Alcázar de San Juan                                   |                                                                            |
|                         | Ampi 6' · Leti 15' · Ceci 16' · Peque 29' | Reporte   | 20' Mónica · 32' Priscila · 40' Karina | Asistencia: 1.200 espectadores Árbitro(s): Hiroyuki Kobayashi Hora Hennady | Asistencia: 1.200 espectadores Árbitro(s): Hiroyuki Kobayashi Hora Hennady |

| 16 de diciembre de 2013 | Japón                | 2:1 (0:0) | Costa Rica    | Antonio Díaz Miguel, Alcázar de San Juan                             |                                                                      |
|                         | Kichibayashi 23' 33' | Reporte   | 36' Alejandra | Asistencia: 1.100 espectadores Árbitro(s): Hora Hennady Nuno Bogalho | Asistencia: 1.100 espectadores Árbitro(s): Hora Hennady Nuno Bogalho |

| 16 de diciembre de 2013 | Portugal                                            | 3:5 (0:2) | España                                                 | Antonio Díaz Miguel, Alcázar de San Juan                                 |                                                                          |
|                         | Sofía Vieira 22' · Melissa 39' · Patri Chamorro 40' | Reporte   | 2' 21' Anita Luján · 11' Ampi · 30' Natalia · 36' Ceci | Asistencia: 1.200 espectadores Árbitro(s): Irina Velikanova Héctor Mesen | Asistencia: 1.200 espectadores Árbitro(s): Irina Velikanova Héctor Mesen |

### Grupo B
| Equipo  | Pts | PJ | PG | PE | PP | GF | GC | Dif |
| ------- | --- | -- | -- | -- | -- | -- | -- | --- |
| Brasil  | 10  | 4  | 3  | 1  | 0  | 43 | 4  | 39  |
| Rusia   | 10  | 4  | 3  | 1  | 0  | 24 | 6  | 18  |
| Irán    | 6   | 4  | 2  | 0  | 2  | 17 | 13 | 4   |
| Ucrania | 3   | 4  | 1  | 0  | 3  | 22 | 17 | 5   |
| Malasia | 0   | 4  | 0  | 0  | 4  | 1  | 67 | -66 |

| 14 de diciembre de 2013 | Irán                                                                                | 11:0 (7:0) | Malasia | Quijote Arena, Ciudad Real           |                                      |
|                         | Fereshteh 3' 4' 22' 35' · Naghmeh 6' 29' · Syedeh 8' · Sohila 14' · Fahimeh 15' 21' | Reporte    |         | Árbitro(s): Peña Díez González Ruano | Árbitro(s): Peña Díez González Ruano |

| 14 de diciembre de 2013 | Ucrania | 0:6 (0:4) | Brasil                                                       | Quijote Arena, Ciudad Real                                               |                                                                          |
|                         |         | Reporte   | 3' Amandinha · 6' 37' Lu · 10' Tati · 12' Nega · 26' Vanessa | Asistencia: 500 espectadores Árbitro(s): Nuno Bogalho Hiroyuki Kobayashi | Asistencia: 500 espectadores Árbitro(s): Nuno Bogalho Hiroyuki Kobayashi |

- Equipo libre:  Rusia.

| 14 de diciembre de 2013 | Ucrania | 18:1 (8:1) | Malasia           | Quijote Arena, Ciudad Real                |                                           |
|                         | Sheremet 3' 4' 22' · Malyshko 9' 10' 11' · Iermolenko 13' · Pavlenko 15' 21' · Gorobets 17' 34' · Forsiuk 22' · Shapoval 25' 32' · Dubytska 27' · Klipachenko 27' 35' | Reporte    | 11' Sani Saidatul | Árbitro(s): Gutiérrez Lumbreras Peña Díaz | Árbitro(s): Gutiérrez Lumbreras Peña Díaz |

| 14 de diciembre de 2013 | Irán        | 1:4 (0:2) | Rusia                                            | Quijote Arena, Ciudad Real                     |                                                |
|                         | Sepideh 36' | Reporte   | 12' Filisova · 17' 40' Afanasova · 38' Kuleshova | Árbitro(s): Gutiérrez Lumbreras González Ruano | Árbitro(s): Gutiérrez Lumbreras González Ruano |

- Equipo libre:  Brasil.

| 15 de diciembre de 2013 | Brasil | 27:0 (17:0) | Malasia | Quijote Arena, Ciudad Real            |                                       |
|                         | Cilene 3' 16' 34' · Amandinha 3' · Vanessa 4' 28' · Lu 5' 19' 26' 27' · Ju Delgado 6' 16' 18' · Renata 6' · Luana 12' 36' · Caroline 13' 14' 39' · Diana 29' · Abdul 35' · Tatiane 35' · Ariane 39' | Reporte     |         | Árbitro(s): Héctor Menez Nuno Bogalho | Árbitro(s): Héctor Menez Nuno Bogalho |

| 15 de diciembre de 2013 | Rusia                                                                             | 6:2 (3:0) | Ucrania                      | Quijote Arena, Ciudad Real                     |                                                |
|                         | Kuleshova 10' 19' · Deripasko 17' · Salnikova 26' · Korzhova 29' · Kuznetcova 39' | Reporte   | 32' Forsiuk · 39' Iermolenko | Árbitro(s): Francisco Peña Gutiérrez Lumbreras | Árbitro(s): Francisco Peña Gutiérrez Lumbreras |

- Equipo libre:  Irán.

| 16 de diciembre de 2013 | Irán       | 1:7 (1:1) | Brasil                                                                    | Quijote Arena, Ciudad Real               |                                          |
|                         | Sohila 13' | Reporte   | 17' 35' Tatiane · 24' Vanessa · 25' 35' Lu · 35' Ju Delgado · 36' Nasimeh | Árbitro(s): Hiroyuki Kobayashi Peña Díaz | Árbitro(s): Hiroyuki Kobayashi Peña Díaz |

| 16 de diciembre de 2013 | Malasia | 0:11 (0:6) | Rusia | Quijote Arena, Ciudad Real                      |                                                 |
|                         |         | Reporte    | 2' Ignateva · 3' 39' Kuznetcova · 7' Durandina · 9' Afanasova · 12' 39' Pegova · 24' 25' Korzhova · 37' Syed | Árbitro(s): Raquel González Gutiérrez Lumbreras | Árbitro(s): Raquel González Gutiérrez Lumbreras |

- Equipo libre:  Ucrania.

| 17 de diciembre de 2013 | Rusia                             | 3:3 (0:1) | Brasil                              | Quijote Arena, Ciudad Real                                          |                                                                     |
|                         | Afanasova 34' 38' · Salnikova 35' | Reporte   | 1' Lu · 24' Ariane · 34' Ju Delgado | Asistencia: 1.000 espectadores Árbitro(s): Peña Díaz González Ruano | Asistencia: 1.000 espectadores Árbitro(s): Peña Díaz González Ruano |

| 17 de diciembre de 2013 | Irán                             | 4:2 (3:0) | Ucrania                    | Quijote Arena, Ciudad Real                  |                                             |
|                         | Niloofar 4' 7' 30' · Fatemeh 16' | Reporte   | 31' Forsiuk · 38' Gorobets | Árbitro(s): Nuno Bogalho Hiroyuki Kobayashi | Árbitro(s): Nuno Bogalho Hiroyuki Kobayashi |

- Equipo libre:  Malasia.

## Fase final

### Cuadro general
|  | Semifinales             | Semifinales             |   |             | Final                   | Final                   |  |
|  | 18 de diciembre de 2013 | 18 de diciembre de 2013 |   |             | 20 de diciembre de 2013 | 20 de diciembre de 2013 |  |
|  |                         |                         |   |             |                         |                         |  |
|  | Alcázar de San Juan     |                         |   |             |                         |                         |  |
|  | España                  | 4                       |   |             |                         |                         |  |
|  | Rusia                   | 1                       |   |             |                         |                         |  |
|  |                         |                         |   |             |                         |                         |  |
|  |                         |                         |   |             | Ciudad Real             |                         |  |
|  |                         |                         |   |             | España                  | 1                       |  |
|  |                         | Brasil                  | 2 |             |                         |                         |  |
|  |                         |                         |   |             |                         |                         |  |
|  |                         |                         |   |             |                         |                         |  |
|  |                         |                         |   |             | Tercer lugar            |                         |  |
|  | Alcázar de San Juan     | Alcázar de San Juan     |   | Ciudad Real | Ciudad Real             |                         |  |
|  | Brasil                  | 5                       |   | Rusia (p.)  | 0 (3)                   |                         |  |
|  | Portugal                | 1                       |   |             | Portugal                | 0 (1)                   |  |

### Semifinales
| 18 de diciembre de 2013 | Brasil                                                             | 5:1 (2:0) | Portugal         | Antonio Díaz Miguel, Alcázar de San Juan                                        |                                                                                 |
|                         | Ju Delgado 4' · Renata 9' · Tatiane 23' · Ariane 23' · Vanessa 25' | Reporte   | 39' Rita Martins | Asistencia: 1.200 espectadores Árbitro(s): Gutiérrez Lumbreras Irina Velikanova | Asistencia: 1.200 espectadores Árbitro(s): Gutiérrez Lumbreras Irina Velikanova |

| 18 de diciembre de 2013 | España                                    | 4:1 (0:1) | Rusia        | Antonio Díaz Miguel, Alcázar de San Juan                                   |                                                                            |
|                         | Ampi 28' 36' · Ceci 37' · Anita Luján 40' | Reporte   | 20' Filosova | Asistencia: 1.200 espectadores Árbitro(s): Nuno Bogalho Hiroyuki Kobayashi | Asistencia: 1.200 espectadores Árbitro(s): Nuno Bogalho Hiroyuki Kobayashi |

### Tercer lugar
| 20 de diciembre de 2013 | Portugal | 0:0 (t. s.)(0:0 t. s.)(1:3 p.) | Rusia | Quijote Arena, Ciudad Real                                                    |                                                                               |
|                         |          | Reporte                        |       | Asistencia: 3.000 espectadores Árbitro(s): González Ruano Gutiérrez Lumbreras | Asistencia: 3.000 espectadores Árbitro(s): González Ruano Gutiérrez Lumbreras |

### Final
| 20 de diciembre de 2013 | Brasil                      | 2:1 (1:0) | España              | Quijote Arena, Ciudad Real                                               |                                                                          |
|                         | Ju Delgado 3' · Tatiane 38' | Reporte   | 34' Vanessa Pereira | Asistencia: 6.000 espectadores Árbitro(s): Irina Velikanova Nuno Bogalho | Asistencia: 6.000 espectadores Árbitro(s): Irina Velikanova Nuno Bogalho |

|                             |
| Bandera de Brasil           |
| Campeona Brasil 4.to Título |

## Tabla general
| Pos. | Equipo     | Pts | J | G | E | P | GF | GC | Dif. | Rend. |
| ---- | ---------- | --- | - | - | - | - | -- | -- | ---- | ----- |
| 1    | Brasil     | 16  | 6 | 5 | 1 | 0 | 50 | 6  | 44   | 88,9% |
| 2    | España     | 12  | 5 | 4 | 0 | 1 | 17 | 9  | 8    | 80%   |
| 3    | Rusia      | 11  | 6 | 3 | 2 | 1 | 25 | 10 | 15   | 61,1% |
| 4    | Portugal   | 7   | 5 | 2 | 1 | 2 | 14 | 10 | 4    | 46,7% |
| 5    | Irán       | 6   | 4 | 2 | 0 | 2 | 17 | 13 | 4    | 50%   |
| 6    | Ucrania    | 3   | 4 | 1 | 0 | 3 | 22 | 17 | 5    | 25%   |
| 7    | Japón      | 3   | 3 | 1 | 0 | 2 | 2  | 9  | -7   | 33,3% |
| 8    | Costa Rica | 0   | 3 | 0 | 0 | 3 | 4  | 11 | -7   | 0%    |
| 9    | Malasia    | 0   | 4 | 0 | 0 | 4 | 1  | 67 | -66  | 0%    |